# Carl Heinrich Bloch
Carl Heinrich Bloch  (Koppenhága, 1834. május 23. – Koppenhága, 1890. február 22.) dán festő, grafikus, a koppenhágai akadémia tanára.

## Életpályája

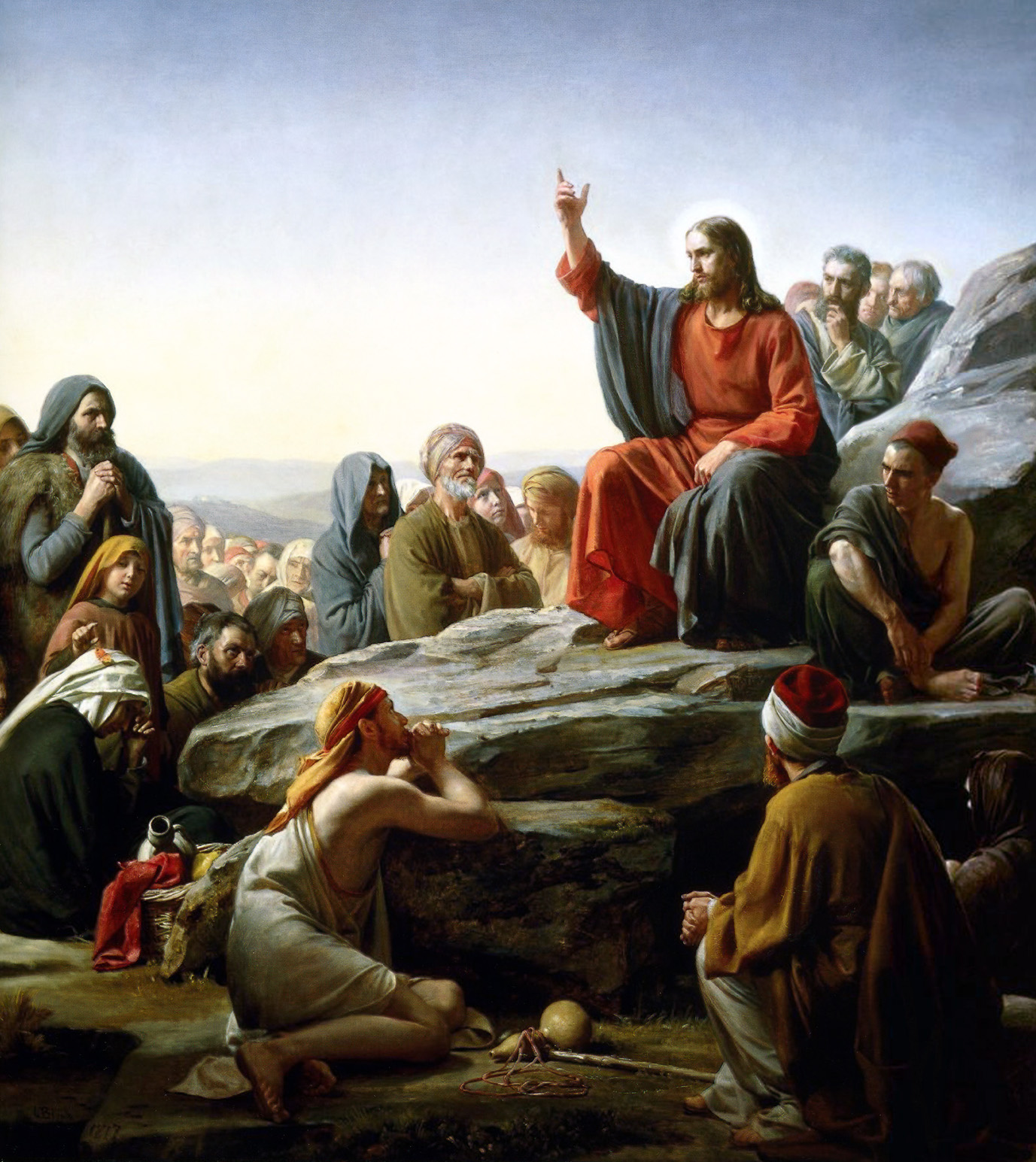
A hegyi beszéd, Carl Heinrich Bloch festménye

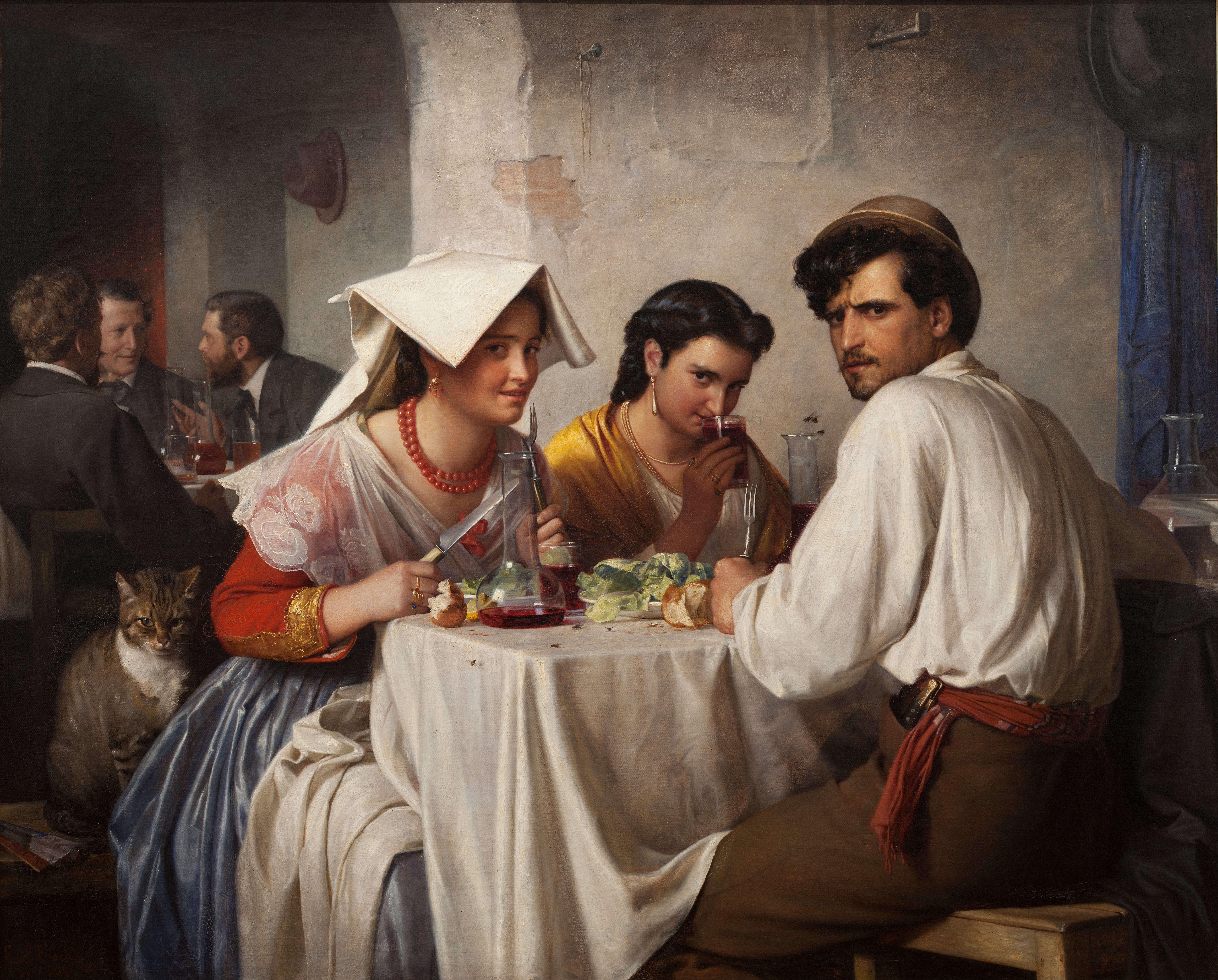
Római vendéglő

Eredetileg a tengerészeti pályára készült, ám idejekorán felismerte igazi tehetségét és 1849-ben beiratkozott szülővárosának művészeti akadémiájára, ahol Wilhelm Marstrandnál tanult. 1854-től 1859-ig részint komoly, részint idillikus és humoros zsánerképeket festett, amelyeknek a tárgyát a dán népéletből vette. 1859-től 1865-ig Olaszországban tartózkodott, ahol hasonló irányú, de az olasz népélet tanulmányozásából eredő zsánerképeket festett. Rómában való tartózkodásának utolsó idejében Sámson a filiszteusok közt című nagy kompozíciójával (1863) a történeti szakma felé fordult.
1864-ben befejezte Jairus leányának feltámasztása című festményét. Mindkét képét megvették a Dán Nemzeti Múzeum részére. Még nagyobb sikert aratott az athéni királyi palota számára 1865-ben készített, Prométheus megszabadítása című óriási méretű képével. A dán akadémia megválasztotta tagjának, egy gazdag műpártoló pedig tőle 22 újtestamentumi tárgyú festményt rendelt meg a leégése után restaurált frederiksborgi kastély kápolnája számára. Ezek ott ma is megtekinthetők. Bloch 1865-től ismét Koppenhágában lakott. Több nagy történeti képén kívül (Niels Ebbesen Randersben meglepi Geert holsteini grófot, gróf Moltke Gerup Fünenben, Sámson és Delila, amely a leégett christiansborgi kastéllyal együtt, 1884-ben elpusztult), azonkívül festett néhány oltárképet is. Zsánerképein rendkívül élénk a jellemzés, ellenben vallásos festményei modorosak és merevek. Grafikáin drámai fényhatásokra törekedett.

## Utóélete
Az utóbbi fél évszázadban Az Utolsó Napi Szentek Jézus Krisztus Egyháza széles körben alkalmazza Bloch festményeit (leginkább a Frederiksborg Palota gyűjteményét), főként azok szakrális építményeit, nyomtatott anyagaihoz, valamint vallási filmjei modell-helyszíneként.